# Klaus Pohl (Schauspieler)
Klaus Pohl (* 1. November 1883 in Wien, Österreich-Ungarn; † 28. November 1958 in Garsten) war ein österreichischer Schauspieler.

## Leben
Der Sohn eines Kaufmanns besuchte das Realgymnasium und machte seine Matura. Er studierte in Wien zuerst an der Technischen Hochschule, anschließend Malerei an der Kunstakademie.
1907 entschied er sich für die Schauspielerei, ab 1908 stand er auf der Bühne und trat 1909 sein erstes Engagement am Stadttheater von Landshut an, wo er zugleich als Sekretär fungierte. Danach kam er unter anderem in München, Salzburg und Berlin zum Einsatz, gelegentlich auch als Theaterregisseur. In Berlin war Pohl unter anderem am Berliner Theater und am Deutschen Theater zu sehen.
Nachdem er bereits in zahlreichen Stummfilmen aufgetreten war, wurde er noch mehr im Tonfilm seit Beginn der 1930er Jahre als Nebendarsteller beschäftigt. Der eher schmächtige und unauffällige Schauspieler verkörperte im deutschen Film dieser Zeit Randfiguren aller Art wie den Briefträger in Auf Wiedersehn, Franziska, Buchhändler in Achtung! Feind hört mit! und einen Gnom in Die drei Codonas. Seine zweifellos bedeutendste Filmrolle spielte er 1929 als Raketenkonstrukteur Prof. Manfeldt in Fritz Langs Zukunftsdrama Frau im Mond. Pohl stand 1944 in der Gottbegnadeten-Liste des Reichsministeriums für Volksaufklärung und Propaganda.

## Filmografie
- 1922: Hanneles Himmelfahrt
- 1928: Vom Täter fehlt jede Spur
- 1929: Frau im Mond
- 1930: 1000 Worte Deutsch
- 1930: Ein Burschenlied aus Heidelberg
- 1931: Der falsche Ehemann
- 1931: Die Faschingsfee
- 1931: M
- 1931: Der Zinker
- 1931: Kaiserliebchen
- 1932: Das Abenteuer der Thea Roland
- 1932: An heiligen Wassern
- 1932: Das erste Recht des Kindes
- 1932: Ein toller Einfall
- 1932: Der weiße Dämon
- 1933: Die Fahrt ins Grüne
- 1933: Das häßliche Mädchen
- 1933: Johannisnacht
- 1933: Das Testament des Dr. Mabuse
- 1933: Des jungen Dessauers große Liebe
- 1933: Elisabeth und der Narr
- 1934: Der ewige Traum
- 1934: Der Herr der Welt
- 1934: Herr Kobin geht auf Abenteuer
- 1934: La Paloma
- 1934: Die Liebe und die erste Eisenbahn
- 1934: Liebe, Tod und Teufel
- 1934: Musik im Blut
- 1934: Ein Kind, ein Hund, ein Vagabund
- 1934: Hanneles Himmelfahrt
- 1934: Ich heirate meine Frau
- 1934: Der junge Baron Neuhaus
- 1935: Das Einmaleins der Liebe
- 1935: Das Mädchen Johanna
- 1935: Künstlerliebe
- 1935: Mach’ mich glücklich
- 1935: Das Mädchen vom Moorhof
- 1935: Schwarze Rosen
- 1935: Stradivari
- 1935: Die törichte Jungfrau
- 1935: Der Zigeunerbaron
- 1935: Königstiger
- 1935: Liebesleute
- 1935: Der Ammenkönig
- 1936: Boccaccio
- 1936: Donner, Blitz und Sonnenschein
- 1936: Die lange Grete
- 1936: Die Leute mit dem Sonnenstich
- 1936: Die lustigen Weiber
- 1936: Ein Mädel vom Ballett
- 1936: 90 Minuten Aufenthalt
- 1936: Onkel Bräsig
- 1936: Potpourri
- 1936: Vier Mädel und ein Mann
- 1936: Familienparade
- 1936: Geheimnis eines alten Hauses
- 1936: Der schüchterne Casanova
- 1937: Der Hund von Baskerville
- 1937: Brillanten
- 1937: Die Erbschleicher
- 1937: Die ganz großen Torheiten
- 1937: Der Lachdoktor
- 1937: Togger
- 1937: Die Umwege des schönen Karl
- 1937: Der Unwiderstehliche
- 1937: Zu neuen Ufern
- 1937: Madame Bovary
- 1937: Ein Volksfeind
- 1937/53: Starke Herzen
- 1938: Die fromme Lüge
- 1938: Frühlingsluft
- 1938: Großalarm
- 1938: Das indische Grabmal
- 1938: Es leuchten die Sterne
- 1938: Die kleine und die große Liebe
- 1938: Nanon
- 1938: Skandal um den Hahn
- 1938: Der unmögliche Herr Pitt
- 1938: Urlaub auf Ehrenwort
- 1938: Zwei Frauen
- 1939: Alarm auf Station III
- 1939: Die fremde Frau
- 1939: Das Gewehr über
- 1939: Der Gouverneur
- 1939: Kennwort Machin
- 1939: Menschen vom Varieté
- 1939: Männer müssen so sein
- 1939: Renate im Quartett
- 1939: Robert Koch, der Bekämpfer des Todes
- 1939: Weißer Flieder
- 1939: Zwölf Minuten nach Zwölf
- 1939: Die Geliebte
- 1939: Maria Ilona
- 1939: Wir tanzen um die Welt
- 1939: Rote Mühle
- 1939: Sensationsprozeß Casilla
- 1940: Achtung! Feind hört mit!
- 1940: Bismarck
- 1940: Die 3 Codonas
- 1940: Falschmünzer
- 1940: Der Feuerteufel
- 1940: Das Fräulein von Barnhelm
- 1940: Der Herr im Haus
- 1940: Kleider machen Leute
- 1940: Die lustigen Vagabunden
- 1940: Mädchen im Vorzimmer
- 1940: Operette
- 1940: Ritorno
- 1940: Die Rothschilds
- 1940: Tip auf Amalia
- 1940: Angelika
- 1940: Der Kleinstadtpoet
- 1940: Kora Terry
- 1940: Traummusik
- 1941: Am Abend auf der Heide
- 1941: … reitet für Deutschland
- 1941: Auf Wiedersehn, Franziska
- 1941: Blutsbrüderschaft
- 1941: Clarissa
- 1941: Frau Luna
- 1941: Leichte Muse
- 1941: Das leichte Mädchen
- 1941: Der Meineidbauer
- 1941: Sechs Tage Heimaturlaub
- 1941: Tanz mit dem Kaiser
- 1942: Andreas Schlüter
- 1942: Anuschka
- 1942: Diesel
- 1942: Fronttheater
- 1942: Geliebte Welt
- 1942: Himmelhunde
- 1942: Mit den Augen einer Frau
- 1942: Der Strom
- 1942: Viel Lärm um Nixi
- 1942: Vom Schicksal verweht
- 1942: Wir machen Musik
- 1943: Altes Herz wird wieder jung
- 1943: Fritze Bollmann wollte angeln
- 1943: Die goldene Spinne
- 1943: Karneval der Liebe
- 1943: Kohlhiesels Töchter
- 1943: Lache Bajazzo
- 1943: Liebe, Leidenschaft und Leid
- 1943: Nora
- 1943: Paracelsus
- 1943: Reise in die Vergangenheit
- 1943: Romanze in Moll
- 1943: Ein Walzer mit dir
- 1943: Zirkus Renz
- 1943/52: Moselfahrt mit Monika
- 1944: Aufruhr der Herzen
- 1944: Das war mein Leben
- 1944: Die heimlichen Bräute
- 1944: Das Hochzeitshotel
- 1944: Liebesbriefe
- 1944: Musik in Salzburg
- 1944: Ein schöner Tag
- 1944: Melusine
- 1944: Der Mann, dem man den Namen stahl
- 1944: Spiel mit der Liebe
- 1944: Um neun kommt Harald
- 1944: Ich hab’ von dir geträumt
- 1944/46: Unter den Brücken
- 1944/50: Die Kreuzlschreiber
- 1945: Am Abend nach der Oper
- 1945: Via Mala
- 1951: Herzen im Sturm
- 1952: Im weißen Rößl
- 1953: Der unsterbliche Lump
- 1954: Feuerwerk
- 1954: Das sündige Dorf
- 1954: Wenn ich einmal der Herrgott wär
- 1955: 08/15 Zweiter Teil
- 1955: Das Lied von Kaprun
- 1955: Der Major und die Stiere